# Европско првенство у атлетици за млађе сениоре
Европско првенство у атлетици за млађе сениоре је бијенално међународно такмичење спортиста млађих од 23 године (У-23) у организацији ЕАА (Европска Атлетска Асоцијација). Традиционално се одржава средином јула. Могу учествовати такмичари који у години првенства имају 20, 21 или 22 године. Млађих спортисти (чланови млађих категорија) немају право да учествују на овом првенству. Прво такмичења одржано је 1997. године у Турку у Финској.

## Историја
Прво званично такмичење у атлетици за млађе сениоре организовано је 1992. под називом Европски куп. Такмичење је било подељено у две групе А у Гејтсхед (Уједињено Краљевство), а група Б у Вилнев д’Аску (Француска). Следеће и последње одржано је за две године А у Острава (Чешка) и Б Лилехамеру (Норвешка). На оба Европска купа највише успеха су имали представници Немачке. У овом такмичењу доња граница није постојала, па су у конкуренцији могли да учествују и јуниори млађи од 20 година.
После три године поново је оживела идеја о континанталом такмичењу младих. Године 1997. фински град Турку оганизовао је прво Европско првенство младих испод 23 године. Истовремено су постављене јасне старосне границе за учеснике: у година првенства морају имати најмање 20-22 године, а јуниори и млађи нису могли да учествују на овом првенству.
Основни циљ организације је да промовише првенство у време транзиције спортиста из такмичења у категорији јуниора за сениорско такмичење. Сви реквизити за бацачке дисциплине, препоне и препреке су идентичне у величини (тежина, висина) који се користе у такмичењима сениора. Такмичења се одржавају у 44 дисциплине укључених учених у олимпијском програму (у почетку - до 43 у 2001. додаје се 3.000 м препреке за жене). Од олимпијских дисциплина маратон и ходање на 50 километара нису заступљене на Европском првенству за млађе сениоре.

## Систем такмичења
Учествовати на такмичењу могу спортисти из националних савеза чланица Европске атлетске асоцијације (ЕАА).
Право да се такмиче имају само спортисти који на дан 31. децембра године одржавања турнира имају 20, 21 или 22 године.
Свака земља може учествовати са по три такмичара у свакој дисциплини који су у одговарајућем року постигли задату квалификациону норму. Земља такође може послати по једног спортисту у свакој појединачној дисциплини иако није испунио квалификациону норму.
Свака земља може пријавити по једну штафету у свим штафетним дисциплимама. У штафети може учествовати са по 6 чланова, тако да се у финалу могуе заменити два члана штафета који су учествовали у полуфиналним тркама.

## Европска првенства
| №  | Год. | Град      | Земља     | Датум             | Стадион                         | Бр дисциплина | Бр. учесника | Резултати |
| -- | ---- | --------- | --------- | ----------------- | ------------------------------- | ------------- | ------------ | --------- |
| 1  | 1997 | Турку     | Финска    | 10—13. јула       | Стадион Паво Нурми              | 43            | 729          |           |
| 2  | 1999 | Гетеборг  | Шведска   | 29. јул—1. август | Стадион Улеви                   | 43            | 766          |           |
| 3  | 2001 | Амстердам | Холандија | 12—15. јул        | Олимпијски стадион              | 44            | 750          |           |
| 4  | 2003 | Бидгошч   | Пољска    | 17—20. јул        | Стадион Жђислав Кшишовјак       | 44            | 866          |           |
| 5  | 2005 | Ерфурт    | Немачка   | 14—17. јул        | Штайгервальдштадион             | 44            | 811          |           |
| 6  | 2007 | Дебрецен  | Мађарска  | 12—15. јул        | Стадион имени Иштвана Дьюлаи    | 44            | 748          |           |
| 7  | 2009 | Каунас    | Литванија | 16—19. јул        | Стадион С. Даријус и С. Гиренас | 44            | 956          |           |
| 8  | 2011 | Острава   | Чешка     | 14—17. јул        | Метский                         | 44            | 949          |           |
| 9  | 2013 | Тампере   | Финска    | 11—14. јул        | Тампере                         | 44            | 997          |           |
| 10 | 2015 | Талин     | Естонија  | 9—12. јул         | Кадриорг                        | 44            | 986          |           |
| 11 | 2017 | Бидгошч   | Пољска    | 13—16. јул        | Стадион Жђислав Кшишовјак       | 43            | 1.093        |           |
| 12 | 2019 | Јевле     | Шведска   | 11—14. јул        | Гундер Хаг стадион              | 44            | 1,039        |           |
| 13 | 2021 | Талин     | Естонија  | 8—11. јул         | Кадриорг                        | 44            | 1,162        |           |
| 14 | 2023 | Еспо      | Финска    | 13—16. јул        | Лепавара стадион                | 44            | 1,153        |           |
| 15 | 2025 | Берген    | Норвешка  | 17—20. јул        | Фана стадион                    | 44            | 1,245        |           |
| 16 | 2027 | Бидгошч   | Пољска    | 22—25. јул        | Стадион Жђислав Кшишовјак       | 44            |              |           |

## Биланс медаља (1997–2025)
|     | Држава                            |     |     |     |       |
| --- | --------------------------------- | --- | --- | --- | ----- |
| 1.  | Русија                            | 83  | 66  | 57  | 206   |
| 2.  | Немачка                           | 73  | 99  | 85  | 257   |
| 3.  | Велика Британија                  | 68  | 62  | 48  | 178   |
| 4.  | Пољска                            | 53  | 42  | 48  | 143   |
| 5.  | Француска                         | 51  | 48  | 63  | 162   |
| 6.  | Шпанија                           | 34  | 34  | 39  | 107   |
| 7.  | Италија                           | 29  | 32  | 41  | 102   |
| 8.  | Украјина                          | 25  | 40  | 30  | 95    |
| 9.  | Белорусија                        | 22  | 21  | 20  | 63    |
| 10. | Турска                            | 21  | 14  | 6   | 41    |
| 11. | Холандија                         | 20  | 17  | 19  | 56    |
| 12. | Румунија                          | 20  | 16  | 16  | 52    |
| 13. | Финска                            | 13  | 18  | 27  | 58    |
| 14. | Мађарска                          | 13  | 14  | 12  | 39    |
| 15. | Грчка                             | 13  | 11  | 12  | 36    |
| 16. | Норвешка                          | 13  | 7   | 10  | 30    |
| 17. | Шведска                           | 12  | 17  | 21  | 50    |
| 18. | Швајцарска                        | 12  | 8   | 9   | 29    |
| 19. | Чешка                             | 11  | 20  | 12  | 43    |
| 20. | Летонија                          | 9   | 4   | 9   | 22    |
| 21. | Белгија                           | 7   | 16  | 10  | 33    |
| 22. | Литванија                         | 6   | 5   | 5   | 16    |
| 23. | Словенија                         | 5   | 4   | 7   | 16    |
| 24. | Данска                            | 5   | 4   | 3   | 12    |
| 25. | Србија                            | 5   | 2   | 8   | 15    |
| 26. | Хрватска                          | 4   | 2   | 3   | 9     |
| 26. | Словачка                          | 4   | 2   | 3   | 9     |
| 28. | Азербејџан                        | 4   | 1   | 0   | 5     |
| 29. | Португалија                       | 3   | 6   | 7   | 16    |
| 30. | Бугарска                          | 3   | 5   | 2   | 10    |
| 31. | Аустрија                          | 3   | 2   | 3   | 8     |
| 32. | Ирска                             | 2   | 7   | 7   | 16    |
| 33. | Естонија                          | 2   | 5   | 4   | 11    |
| 34. | Југославија                       | 2   | 2   | 1   | 5     |
| 35. | Израел                            | 2   | 2   | 0   | 4     |
| 36. | Кипар                             | 2   | 0   | 2   | 4     |
| -   | Ауторизовани неутрални атлетичари | 2   | 0   | 2   | 4     |
| 37. | Исланд                            | 1   | 1   | 2   | 4     |
| 38. | Молдавија                         | 1   | 1   | 1   | 3     |
| 39. | Независни атлетичари (ЕАА)        | 0   | 1   | 0   | 1     |
| 39. | Луксембург                        | 0   | 1   | 0   | 1     |
| 41. | Андора                            | 0   | 0   | 1   | 1     |
| 41. | Босна и Херцеговина               | 0   | 0   | 1   | 1     |
| 41. | Грузија                           | 0   | 0   | 1   | 1     |
| 41. | *Косово                           | 0   | 0   | 1   | 1     |
| 41. | Црна Гора                         | 0   | 0   | 1   | 1     |
|     | Укупно 45 земаља                  | 658 | 659 | 659 | 1,976 |